# 堀内功太郎
堀内 功太郎（ほりうち こうたろう、1978年8月31日 - ）は日本の建築家・アーバンデザイナー・実業家。東京を拠点に活動。

## 概要
愛知県名古屋市生まれ。名古屋市立菊里高等学校卒業。明治大学大学院在学中より渡蘭し、ロッテルダム国際建築ビエンナーレに日本代表出展（2003年）。同年、大学院に在学しながらオランダ・デルフトのフランシーヌ・ホウベン（Francine Houben）率いるメカノー（Mecanoo  Architecten）勤務。イギリス・ロンドンのAAスクールのアシスタントを経て、明治大学大学院理工学研究科建築学専攻博士前期課程を修了（2004年）。同年、オーストリア・ウィーンのアナ・ポペルカ、ゲオルグ・ポドュシュカ率いるペーペーアーゲー（PPAG Architects）勤務。フランス国立図書館の設計で知られるフランス・パリのドミニク・ペロー率いるドミニク・ペロー・アーシテクチュール（DPA - Dominique Perrault Architecture）勤務（2005年-2009年）。 2005年、フランス・パリにてKOTARO HORIUCHIを創業。2009年法人化、パリ・東京・名古屋でKOTARO HORIUCHI ARCHITECTUREとして設立。2015年、KOTARO HORIUCHIに改組。現在は、東京を拠点に活動する。

## 受賞歴
- 2019年　Notre-Dame Design Competition Finalists
- 2015年　iF DESIGN AWARD（ドイツ）
- 2015年　WA (World Architecture) Awards 20+10+X 18th Cycle（アメリカ）
- 2014年　DSA （日本空間デザイン協会）Design Award 優秀賞（日本）
- 2014年　JCD （日本商環境デザイン協会） Design Award BEST100（日本）
- 2014年　SDA （日本サインデザイン協会）Award ダブル入選（日本）
- 2012年　WA (World Architecture) Awards 20+10+X 12th Cycle（アメリカ）
- 2012年　Interieur Design Awards, Interieur Biennale, honorable mention（ベルギー）
- 2012年　JCD （日本商環境デザイン協会）Design Award BEST100（日本）
- 2012年　愛知建築士会 第三回建築コンクール 佳作（日本）
- 2011年　JCD （日本商環境デザイン協会）Design Award 銀賞（日本）

## 展覧会
- 2019年 個展「堀内功太郎展2019″ 未来への軌跡/ Trajectory to the Future – Peep / épier / 覗き込む建築-″」（日本）

- 2018年 個展「堀内功太郎展2018″ 未来への軌跡/ Trajectory to the Future – Re:Fusionner / Re: 溶け込む建築-″」（日本）
- 2014年 個展「堀内功太郎展2014″Fusionner 3.0 溶け込む建築- 空気の家-″」（日本）
- 2014年 個展「堀内功太郎展2014″Fusionner 2.0 溶け込む建築– 紙の洞窟-″」（日本）
- 2014年 個展「堀内功太郎展2014″Fusionner 1.0 溶け込む建築- 浮遊する滴の孔-″」（日本）
- 2012年 個展「堀内功太郎展2012″Membrane in Stratum – 地層の膜-”」（日本）
- 2011年 展覧会「一万人の建築家展」出展　UIA2011TOKYO 東京国際フォーラム（日本）
- 2010年 個展「堀内功太郎展2010″Flottant – 浮遊する建築-”」（フランス）
- 2009年 個展「堀内功太郎展2009″ Projet en cours″」（フランス）
- 2007年 個展「堀内功太郎展2007″ UN″」（フランス）

## 主なプロジェクト
- 2019年「浮遊する森 / Floating Forest」（フランス・パリ）
- 2019年「Cave For Kami」（日本・名古屋）
- 2014年「空気の家」（日本・名古屋）
- 2014年「紙の洞窟」（日本・名古屋）
- 2014年「浮遊する滴の孔」（日本・名古屋）
- 2014年「小鳥の集合住宅」（日本・名古屋）
- 2013年「林立する塔の家」（日本・名古屋）
- 2013年「Le Comptoir de Fruit et Légumes」（日本・名古屋）
- 2012年「ヘルシンキ中央図書館」（フィンランド・ヘルシンキ）計画案
- 2012年「アフガニスタン国立美術館」（アフガニスタン・カブール）計画案
- 2012年「Strings」（ベルギー・コルトレイク）
- 2012年「Membrane in Stratum」（日本・名古屋）
- 2012年「Liaison Cubique」（日本・名古屋）
- 2011年「屋根の家」（フランス・マントノン）
- 2011年「Une salle séjour de bague」（フランス・シャルトル）
- 2011年「La plume du coeur」（日本・名古屋）
- 2010年「Salon du Fromage Paris」（フランス・パリ）[5]
- 2010年「Table Pliant」（フランス・パリ）[5]
- 2010年「Chaise Pliant」（フランス・パリ）[5]
- 2010年「Lumière Coupée」（フランス・パリ）[5]
- 2010年「Lumière Ligne」（フランス・パリ）[5]
- 2009年「台北ポップミュージックセンター」（台湾・台北）計画案[6]